# Јанчиште (Ораховац)
Јанчиште (алб. Janqishtë) је насеље у општини Ораховац, Косово и Метохија, Република Србија.

## Становништво
| Демографија | Демографија | Демографија |
| Година      | Становника  | Становника  |
| ----------- | ----------- | ----------- |
| 1948.       | 109         |             |
| 1953.       | 128         |             |
| 1961.       | 141         |             |
| 1971.       | 197         |             |
| 1981.       | 237         |             |
| 1991.       | 297         |             |